# Армянская церковь (Луцк)
Церковь святого Стефана — церковь Армянской апостольской церкви, построенная в 1427 году (или XVI веке). В советское время здание перестроено в жилой дом. Располагается в Луцке по адресу ул. Галшки Гулевичивны, 12.

## История

### Начало заселения
В XIII веке в Луцке появились первые армянские поселения. В этом веке насчитывалось около 300 домов в армянском квартале. В XIV веке армянская колония уже была достаточно многочисленной. В послании католикоса Теодороса II в 1388 году луцкая община упомянута на третьем месте после каменецкой и львовской. Вероятно, центр религиозной жизни был определённый период в Луцке, пока он не переместился во Львов. Армяне были мастерами в каменном деле, поэтому существуют мнения, что они приобщились к строительству всех каменных домов Луцка, а также замка.

### Расцвет
В 1427 году был построен храм в армянском квартале в южной части города. В 1429 году армянский епископ был в составе делегации, которая встречала гостей съезда европейских монархов в городе. Однако неизвестно, был ли это луцкий епископ. В 1432 году король Ягайло предоставил луцким армянам привилегию, где подтвердил их права. Позже, в 1445 году, великий князь Великого княжества Литовского Свидригайло, резиденция которого была в замке, подарил армянской церкви село Цеперив. Во времена расцвета международной торговли Луцка армяне активно участвовали в этом деле. Они сыграли весомую роль в Восточном направлении торговых связей города. Среди состоятельных жителей города большое количество составляли армяне. Они внесли свой большой вклад в культуру Луцка наряду с другими народами, которые тогда проживали в городе: евреями, караимами, татарами, немцами.

### Новый подъём
Во второй половине XV века произошёл упадок луцкой армянской общины. Многие армяне переселились из Луцка во Львов. Однако уже в следующем столетии она испытала возрождение и новый подъём. Строится новый храм, который получил посвящение Святому Стефану. Священником тогда стал Вартик. Не удалось установить, сегодняшняя армянская церковь является той, что строилась в 1427 году, или той, которая возникла в XVI веке. Вероятно, был не один храм. Церковь владела несколькими дворами и плацами в городе, а также было восстановлено владение селом Цеперив. Относительно этого села происходили судебные тяжбы Вартика, а впоследствии и его сына Василия, с Василием Гулевичем, так как имение последнего граничило с Цеперовом и тот устраивал разбойные нападения с целью завладения имением. Наконец, король Стефан Баторий выдал охранную грамоту Вартиковичам на имение. Судебные дела с Василием Гулевичем относительно его поведения вели и хозяева других имений Волыни.
В 1585 году рядом с церковью располагался монастырь, который содержал госпиталь, и небольшое кладбище. Вся территория была огорожена крепким забором. Улица, где располагался храм, называлась Армянской. Рядом с храмом на соседней улице был костёл Святого Якуба.
В середине XVII века в документах церковь Святого Стефана часто именуется костёлом, что может свидетельствовать о её переходе под юрисдикцию львовского армяно-католического епископства.

### Упадок общины
В XVIII веке жизнь луцкой армянской общины характеризовалась определённым упадком. На начало века в городе жили всего 11 армянских семей. В 1789 году армянская юридика была застроена дворами шляхты не армянского происхождения. Упадок общины согласовывался с упадком самого королевства. В 1795 году произошёл третий раздел Речи Посполитой, в ходе которого Волынь была аннексирована в состав Российской империи.
В 1820 году в городе, вероятно, не осталось армян, поэтому костел Святого Стефана был взят под военный склад. Однако уже в 1845 году на общегородском пожаре склад сгорел. С тех пор руины древнего армянского храма находились в частной или муниципальной собственности, и предпринимались несколько раз попытки разобрать его на материал. Храм так и простоял руиной до 1950-х годов, когда его реставрировали и сделали в нём жилые помещения.

## Состояние сегодня
Сегодня старинный армянский храм используется как жилой дом. В 2000-х годах была построена двухэтажная пристройка, которая ухудшила общую архитектуру и восприятие с улицы Галшки Гулевичивны.
В начале века произошло очередное возрождение армянской общины Луцка. В городе действует Общество армянской культуры во главе с Хаджиком Даниеляном. Работает воскресная школа, где изучается язык, история, культура армян. В состав Общества входит около 150 активных членов. От имени армянской общины направлялись письменные обращения восстановить историческое название улицы Паши Савельевой, где стоит древнее здание, — Армянская улица. Однако в 2007 году улицу назвали в честь Галшки Гулевичивны.

## Архитектура
В архитектуре здания сегодня трудно узнать древний армянский храм по причине пожара 1845 года и реконструкции под жилье в 1954 году. Здание представляет собой параллелепипед шириной до 11 м и длиной 22,25 м. Высота до гребня двускатной крыши — 14 м. Апсида центрального алтаря образована 60-сантиметровым прямоугольным выступом восточной стены шириной 5,5 м, а внутри — небольшим цилиндрическим углублением. Толщина стен — 1,38 м. В строительстве использованы два типа кирпича: 27×12,5×8,5 см (XV в., Башня Чарторыйских Окольного замка) и 30×16×6, 5 см (начало XVII в., иезуитский коллегиум).
По бокам центрального алтаря Святого Стефана находились ризница и паламарня с крестовым сводом. В стенах всех помещений были ниши с полуциркульным завершением. Один из двух южных входов имел ренессансные наличники. В храме было три алтаря — Святого Стефана, Божией Матери и Святого Каэтана.
Подобное планировочное решение найдено в храмах Аствацацин в Нораванк, Вайоц-Дзор и других.

## Галерея
- Восточная сторона
- Подъезд
- Разрез
- Фото XIX—XX веков